# Cocaine (PaaS)
Cocaine (Configurable Omnipotent Custom Applications Integrated Network Engine) em inglês: Cocaína (mecanismo de rede integrado de aplicativos personalizados onipotentes configuráveis) é um sistema PaaS de código aberto para a criação de aplicativos de hospedagem em nuvem personalizados semelhantes ao Bluemix , Google App Engine ou Heroku . Vários serviços já foram implementados dessa forma, incluindo um serviço para detectar a região ou idioma de um usuário, um serviço para acessar o armazenamento do MongoDB e um buscador de URL.

## História
Andrey Sibiryov, o desenvolvedor original do Cocaine, teve a ideia do Heroku, outra plataforma de nuvem como serviço. Naquela época, o Heroku suportava apenas aplicativos desenvolvidos em Ruby. Usando o Heroku, o desenvolvedor poderia criar um aplicativo Ruby e colocá-lo na nuvem, enquanto o Heroku lidava com problemas de infraestrutura e balanceamento de carga. No entanto, Sibiryov não estava satisfeito com a documentação do Heroku, então decidiu criar sua própria solução PaaS.
Inicialmente, o Cocaine era um projeto pessoal de Sibiryov. No entanto, isso mudou quando Yandex descobriu a necessidade interna de uma plataforma escalonável que pudesse lidar com milhões de solicitações por segundo (RPS). O cocaine servia a esses propósitos, agora é usado na infraestrutura do Yandex.